# Европейска политическа общност (2022)
Европейската политическа общност (ЕПО) е междуправителствен форум за политически и стратегически дискусии за бъдещето на Европа, създаден през 2022 г. след руското нахлуване в Украйна. Представена като „платформа за политическа координация“, ЕПО се сформира с основната цел да работи за насърчаване на политическия диалог и сътрудничеството за решаване на въпроси от общ интерес и за укрепване на сигурността, стабилността и просперитета на европейския континент.
| „                                                                | В момент, когато стабилността и сигурността на Европа са застрашени, се нуждаем от повече диалог, повече вслушване, повече взаимно разбирателство, а не от по-малко. И това беше постигнато по време на първата среща на Европейска политическа общност. | “ |
| Шарл Мишел, председател на Европейския съвет, 6 октомври 2022 г. | |   |

Първата среща на ЕПО се провежда в рамките на чешкото председателство на Съвета на ЕС през 2022 г. на 6 октомври в Прага. В нея се включват участници от 44 европейски държави – държавите членки на ЕС-27, Албания, Северна Македония, Косово, Сърбия, Босна и Херцеговина и Черна гора от Западните Балкани, страните от Асоциираното трио (Грузия, Молдова, Украйна), Армения и Азербайджан, четирите държави от Европейската асоциация за свободна търговия (ЕАСТ: Норвегия, Швейцария, Исландия и Лихтенщайн) и Обединеното кралство и Турция, както и председателите на Европейския съвет и Европейската комисия, а основни теми на обсъждания са водената от Русия война в Украйна и енергийната криза.
По-рано през същата година държавите членки на ЕС-27 постигат консенсус, че разширяването на дискусията по текущи стратегически въпроси към други европейски партньори е в интерес на ЕС, тъй като проблемите, през които са изправени към 2022 г., не са ограничени в границите на Съюза.
За домакини на следващите срещи на ЕПО са избрани Молдова, Испания и Обединеното кралство.

## Участници
Страните и международните организации, участващи в ЕПО, са:
- Австрия
- Азербайджан
- Албания
- Армения
- Белгия
- Босна и Херцеговина
- България
- Дания
- Естония
- Европейски съюз
- Германия
- Грузия
- Гърция
- Ирландия
- Исландия
- Испания
- Италия
- Кипър
- Косово
- Латвия
- Литва
- Лихтенщайн
- Люксембург
- Малта

- Молдова
- Нидерландия
- Норвегия
- Обединено кралство
- Полша
- Португалия
- Румъния
- Северна Македония
- Сан Марино
- Словакия
- Словения
- Сърбия
- Швейцария
- Швеция
- Турция
- Украйна
- Унгария
- Финландия
- Франция
- Хърватия
- Черна гора
- Чехия

Европейски държави, които не участват в срещата
- Андора
- Ватикан
- Монако

Европейски държави, които не са поканени
- Беларус
- Казахстан
- Русия